# Зреляк, Адам
Адам Зре́ляк (словац. Adam Zreľák; род. 5 мая 1994, Липаны) — словацкий футболист, нападающий польского клуба «Варта».

## Клубная карьера
Воспитанник клуба «Одева» из его родного города. В 2009 году перешёл в «Ружомберок», за основной состав которого дебютировал 3 марта 2013 года, в матче Цоргонь-лиги против команды «Сеница».
В январе 2014 года принял участие в проходившем в Израиле сборе московского ЦСКА. На этом сборе он участвовал в Объединённом кубке, где сыграл в матче против харьковского «Металлиста». Игра закончилась ничьей 0:0, и по регламенту турнира была назначена серия послематчевых пенальти, в которой ЦСКА победил со счётом 4:2, а Зреляк реализовал один из одиннадцатиметровых ударов. В январе 2015 года перешёл в братиславский «Слован».
В сентябре 2016 года перешел в чешский «Яблонец». С сезона 2017/18 выступал за немецкий клуб «Нюрнберг».